# Natació als Jocs Olímpics d'estiu de 1900 - 200 metres esquena
Els 200 metres esquena masculins va ser una de les proves de natació que es van disputar als Jocs Olímpics de París de 1900. La competició tingué lloc entre l'11 i el 12 d'agost de 1900, amb la presència de 16 nedadors representants de 6 nacions.

## Medallistes
| Or               | Plata       | Bronze         |
| Ernst Hoppenberg | Karl Ruberl | Johannes Drost |

## Resultats

### Semifinals
La primera ronda d'aquesta prova consistí en les semifinals. Se'n disputaren tres, passant a la final el vencedor de cadascuna d'elles i els set millors temps. Es disputaren l'11 d'agost.

#### Semifinal 1
| Posició | Nedador          | Temps    |
| ------- | ---------------- | -------- |
| 1       | Ernst Hoppenberg | 2' 54,4" |
| 2       | Robert Crawshaw  | 3' 15.0" |
| 3       | Thomas Burgess   | 3' 50,4" |
| 4       | Bussetti         | 4' 09,2" |
| 5       | Lapostolet       | 4' 34,6" |
| 6       | Fumouze          | 5' 17,0" |

#### Semifinal 2
| Posició | Nedador          | Temps    |
| ------- | ---------------- | -------- |
| 1       | Johannes Bloemen | 3' 09,2" |
| 2       | de Romand        | 3' 56,6" |
| 3       | Chevrand         | 4' 42,0" |

#### Semifinal 3
| Posició | Nedador        | Temps    |
| ------- | -------------- | -------- |
| 1       | Karl Ruberl    | 2' 56,0" |
| 2       | Johannes Drost | 3' 10,2" |
| 3       | Jean Leuilliux | 3' 10,2" |
| 4       | Erik Erickson  | 4' 05,4" |
| 5       | Lué            | 4' 10,0" |
| 6       | Peyrusson      | 4' 15,6" |
| 7       | Texier         | 4' 49,0" |

### Final
La final es disputà el 12 d'agost
| Posició | Nedador            | Temps    |
| ------- | ------------------ | -------- |
| Or      | Ernst Hoppenberg   | 2' 47,0" |
| Plata   | Karl Ruberl        | 2' 56,0" |
| Bronze  | Johannes Drost     | 3' 01,0" |
| 4       | Johannes Bloemen   | 3' 02,2" |
| 5       | Thomas Burgess     | 3' 12,0" |
| 6       | de Romand          | 3' 38,0" |
| 7       | Bussetti           | 3' 45,0" |
| 8       | Erik Erickson      | 3' 56,4" |
| —       | Robert Crawshaw    | DNF      |
| —       | Georges Leuillieux | DNF      |

DNF: No finalitza la cursa